# Erythropitta kochi
La pitta di Koch o pitta dai mustacchi (Erythropitta kochi (Brüggemann, 1876)) è un uccello passeriforme della famiglia dei Pittidi, endemico delle Filippine.

## Descrizione

### Dimensioni
Misura fino a 21 cm di lunghezza per 116 g di peso.

### Aspetto

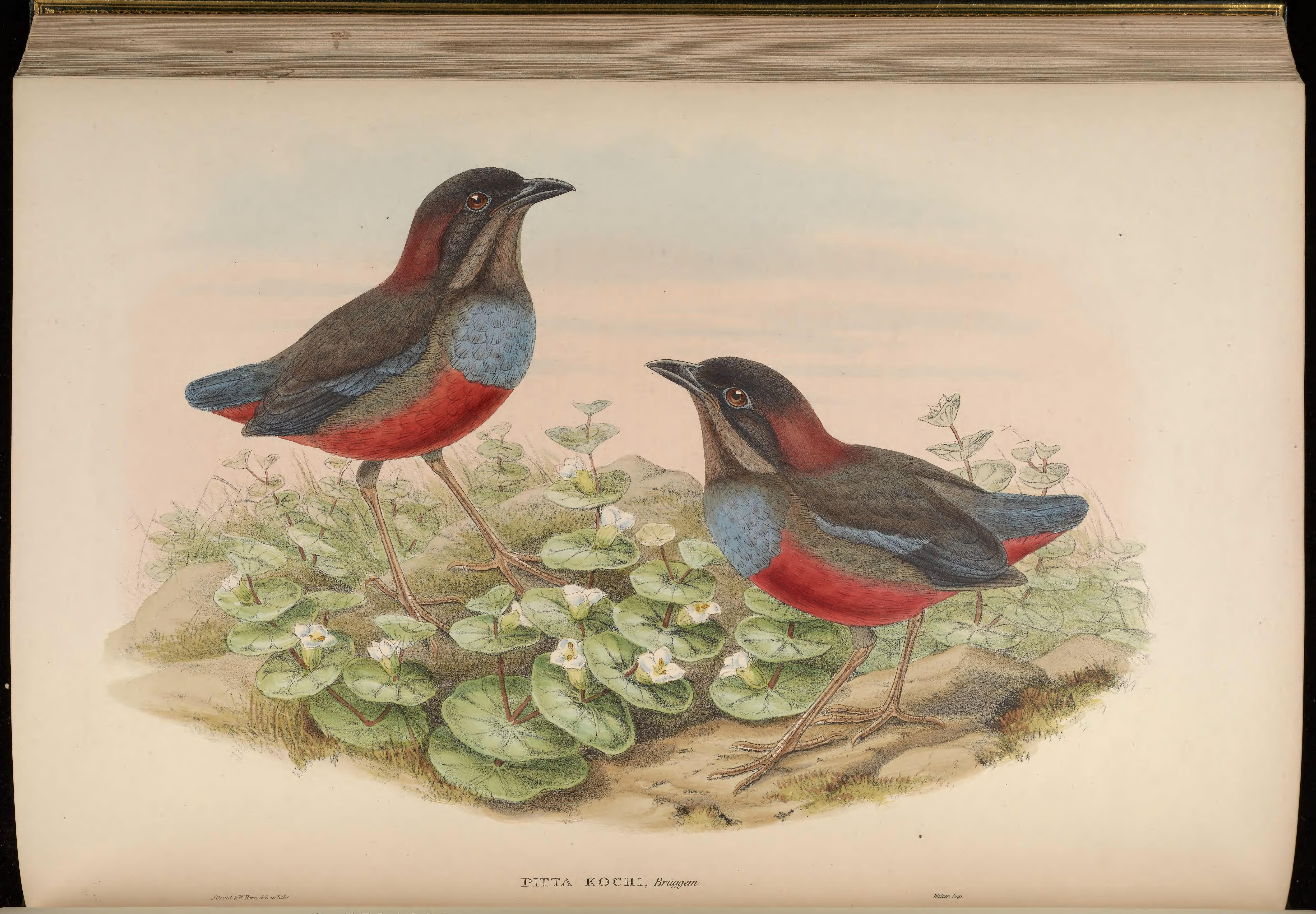
Due esemplari in un'illustrazione di John Gould.

Questi uccelli hanno un aspetto massiccio e paffuto, con ali e coda corte, testa arrotondata e becco allungato.

Fronte, vertice, guance e lati del mento sono nerastri, mentre la nuca è di colore rosso ruggine e dai lati del becco parte una banda grigio-bruna che percorre le guance formando una sorta di "mustacchio" al quale la specie deve uno dei suoi nomi comuni: dello stesso colore è la gola, mentre dorso, fianchi e ali sono bruno scuri (queste ultime con evidenti riflessi azzurri sulle remiganti), petto, coda e codione sono azzurri e ventre e sottocoda sono di colore rosso. La femmina si presenta simile al maschio, con estensione minore dell'azzurro pettorale e colori in generale meno brillanti: in ambo i sessi il becco è nerastro, gli occhi sono bruni e le zampe sono di colore carnicino.

## Biologia

### Comportamento
Si tratta di uccelli diurni e solitari, estremamente territoriali nei confronti dei conspecifici: essi passano la maggior parte della giornata muovendosi con circospezione nel folto del sottobosco alla ricerca di cibo.

### Alimentazione
La dieta della pitta di Koch si compone perlopiù di lombrichi e chiocciole, venendo inoltre integrata quando possibile con insetti e altri invertebrati di piccole dimensioni.

### Riproduzione
La riproduzione di questi uccelli non è stata finora descritta in natura, ma si ritiene tuttavia che non si discosti significativamente dal pattern seguito dalle altre specie di pitte.

## Distribuzione e habitat
La pitta di Koch è endemica delle Filippine, dove con areale piuttosto frammentato occupa l'isola di Luzon (in particolare la Cordillera Central e la Sierra Madre nel nord dell'isola). L'habitat di questi uccelli è costituito dalla foresta pluviale montana al di sopra dei 360 m di quota, con densità maggiori osservate fra i 900 ed i 1400 m d'altezza, nei querceti e nei pressi di dirupi e fonti d'acqua dolce: si pensa che essi intraprendano inoltre migrazioni stagionali fra il nord e il sud dell'isola, tuttavia mancano dati a supporto di questa tesi.